# Шантићи
Шантићи је насељено место у Босни и Херцеговини, у општини Витез. Административно припада Федерацији Босне и Херцеговине, односно њеном Средњобосанском кантону. Према попису становништва из 2013. у насељу је било 823 становника, а већинску популацију у насељу чинили су Хрвати.

## Становништво
По последњем службеном попису становништва из 2013. године у насељу Шантићи живело је 823 становника, а село је било етнички хомогено са већинском хрватском популацијом.
| Националност | 2013.        | 1991.        | 1981.        | 1971.        | 1961.        |
| Хрвати       | 676 (82,14%) | 782 (77,58%) | 627 (79,87%) | 503 (99,02%) | 360 (100,0%) |
| Бошњаци      | 132 (16,04%) | 193 (19,15%) | 116 (14,78%) | 4 (0,78%)    | —            |
| Срби         | 7 (0,85%)    | 4 (0,39%)    | 3 (0,38%)    | 0            | 0            |
| Југословени  | —            | 12 (1,19%)   | 34 (4,33%)   | 0            | 0            |
| остали       | 5 (0,60%)    | 17 (1,68%)   | 5 (0,63%)    | 1 (0,19%)    | 0            |
| неизјашњени  | 3 (0,36%)    |              |              |              |              |
| Укупно       | 823          | 1.008        | 785          | 508          | 360          |